# Peepeekisis 81
Peepeekisis 81 är ett reservat i Kanada.   Det ligger i provinsen Saskatchewan, i den sydöstra delen av landet, 2 100 km väster om huvudstaden Ottawa.
Trakten runt Peepeekisis 81 består till största delen av jordbruksmark. Runt Peepeekisis 81 är det mycket glesbefolkat, med 2 invånare per kvadratkilometer.